# NBA-Draft 2009
Der NBA-Draft 2009 wurde am 25. Juni 2009 im Madison Square Garden von New York City durchgeführt. In zwei Runden konnten sich die 30 NBA-Teams die Rechte an insgesamt 60 Nachwuchsspielern sichern.
Die endgültige Draft-Reihenfolge für die Positionen 1 bis 14 wurde am 19. Mai 2009 durch die Draft-Lotterie bestimmt. An dieser gewichteten Lotterie nahmen die 14 Teams, die sich in der Saison 2008/09 nicht für die Playoffs qualifiziert hatten, teil und wurden in umgekehrter Reihenfolge der Tabelle der Regular Season gesetzt. Die Ziehung gewannen die Los Angeles Clippers, gefolgt von den Memphis Grizzlies und den Oklahoma City Thunder.
Alle Spieler, die sich zum Draft anmelden wollten, mussten unabhängig von ihrem Schulabschluss vor dem 31. Dezember 1990 geboren sein. Wenn sie kein „internationaler Spieler“ waren, durften sie sich zudem frühestens ein Jahr nach ihrem High School-Abschluss anmelden.

## Runde 1
 = All-Star
Abkürzungen: PG = Point Guard, SG = Shooting Guard, SF = Small Forward, PF = Power Forward, C = Center
| Nr. | Name              | Position | Nationalität                              | NBA-Team                                                      | vorheriges Team/College     |
| --- | ----------------- | -------- | ----------------------------------------- | ------------------------------------------------------------- | --------------------------- |
| 1   | Blake Griffin     | PF       | Vereinigte Staaten                        | Los Angeles Clippers                                          | Oklahoma                    |
| 2   | Hasheem Thabeet   | C        | Tansania                                  | Memphis Grizzlies                                             | Connecticut                 |
| 3   | James Harden      | SG       | Vereinigte Staaten                        | Oklahoma City Thunder                                         | Arizona State               |
| 4   | Tyreke Evans      | SG       | Vereinigte Staaten                        | Sacramento Kings                                              | Memphis                     |
| 5   | Ricky Rubio       | PG       | Spanien                                   | Minnesota Timberwolves (von Washington)                       | Joventut Badalona (Spanien) |
| 6   | Jonny Flynn       | PG       | Vereinigte Staaten                        | Minnesota Timberwolves                                        | Syracuse                    |
| 7   | Stephen Curry     | PG       | Vereinigte Staaten                        | Golden State Warriors                                         | Davidson College            |
| 8   | Jordan Hill       | PF       | Vereinigte Staaten                        | New York Knicks                                               | Arizona                     |
| 9   | DeMar DeRozan     | SG       | Vereinigte Staaten                        | Toronto Raptors                                               | Southern California         |
| 10  | Brandon Jennings  | PG       | Vereinigte Staaten                        | Milwaukee Bucks                                               | Lottomatica Roma (Italien)  |
| 11  | Terrence Williams | SG       | Vereinigte Staaten                        | New Jersey Nets                                               | Louisville                  |
| 12  | Gerald Henderson  | SG       | Vereinigte Staaten                        | Charlotte Bobcats                                             | Duke                        |
| 13  | Tyler Hansbrough  | PF       | Vereinigte Staaten                        | Indiana Pacers                                                | North Carolina              |
| 14  | Earl Clark        | SF       | Vereinigte Staaten                        | Phoenix Suns                                                  | Louisville                  |
| 15  | Austin Daye       | SF       | Vereinigte Staaten                        | Detroit Pistons                                               | Gonzaga                     |
| 16  | James Johnson     | SF/PF    | Vereinigte Staaten                        | Chicago Bulls                                                 | Wake Forest                 |
| 17  | Jrue Holiday      | PG       | Vereinigte Staaten                        | Philadelphia 76ers                                            | UCLA                        |
| 18  | Ty Lawson         | PG       | Vereinigte Staaten                        | Minnesota Timberwolves (von Miami, nach Denver getradet)      | North Carolina              |
| 19  | Jeff Teague       | PG       | Vereinigte Staaten                        | Atlanta Hawks                                                 | Wake Forest                 |
| 20  | Eric Maynor       | PG       | Vereinigte Staaten                        | Utah Jazz                                                     | VCU                         |
| 21  | Darren Collison   | PG       | Vereinigte Staaten                        | New Orleans Hornets                                           | UCLA                        |
| 22  | Víctor Claver     | SF       | Spanien                                   | Portland Trail Blazers (von Dallas)                           | Pamesa Valencia (Spanien)   |
| 23  | Omri Casspi       | SF       | Israel                                    | Sacramento Kings (von Houston)                                | Maccabi Tel Aviv (Israel)   |
| 24  | Byron Mullens     | C        | Vereinigtes Königreich Vereinigte Staaten | Dallas Mavericks (von Portland, nach Oklahoma getradet)       | Ohio State                  |
| 25  | Rodrigue Beaubois | PG       | Frankreich                                | Oklahoma City Thunder (von San Antonio, nach Dallas getradet) | Cholet Basket (Frankreich)  |
| 26  | Taj Gibson        | PF       | Vereinigte Staaten                        | Chicago Bulls (von Denver via Oklahoma City)                  | Southern California         |
| 27  | DeMarre Carroll   | SF/PF    | Vereinigte Staaten                        | Memphis Grizzlies (von Orlando)                               | Missouri                    |
| 28  | Wayne Ellington   | SG       | Vereinigte Staaten                        | Minnesota Timberwolves (von Boston)                           | North Carolina              |
| 29  | Toney Douglas     | PG/SG    | Vereinigte Staaten                        | Los Angeles Lakers (nach New York getradet)                   | Florida State               |
| 30  | Christian Eyenga  | SG/SF    | Demokratische Republik Kongo              | Cleveland Cavaliers                                           | CB Prat (Spanien)           |

## Runde 2
| Nr. | Name             | Position | Nationalität                               | NBA-Team                                             | vorheriges Team/College        |
| --- | ---------------- | -------- | ------------------------------------------ | ---------------------------------------------------- | ------------------------------ |
| 31  | Jeff Pendergraph | PF       | Vereinigte Staaten                         | Sacramento Kings                                     |                                |
| 32  | Jermaine Taylor  | SG       | Vereinigte Staaten                         | Washington Wizards                                   |                                |
| 33  | Dante Cunningham | SF/PF    | Vereinigte Staaten                         | Portland Trail Blazers (von LA Clippers)             |                                |
| 34  | Sergio Llull     | PG       | Spanien                                    | Denver Nuggets (von Oklahoma City)                   | Real Madrid (Spanien)          |
| 35  | DaJuan Summers   | SF       | Vereinigte Staaten                         | Detroit Pistons (von Minnesota)                      | Georgetown                     |
| 36  | Sam Young        | SF       | Vereinigte Staaten                         | Memphis Grizzlies                                    |                                |
| 37  | DeJuan Blair     | PF       | Vereinigte Staaten                         | San Antonio Spurs (von Golden State via Phoenix)     | Pittsburgh                     |
| 38  | Jon Brockman     | PF       | Vereinigte Staaten                         | Portland Trail Blazers (von New York via Chicago)    |                                |
| 39  | Jonas Jerebko    | SF       | Schweden                                   | Detroit Pistons (von Toronto)                        | Pallacanestro Biella (Italien) |
| 40  | Derrick Brown    | SF       | Vereinigte Staaten                         | Charlotte Bobcats (von New Jersey via Oklahoma City) | Xavier                         |
| 41  | Jodie Meeks      | SG       | Vereinigte Staaten                         | Milwaukee Bucks                                      | Kentucky                       |
| 42  | Patrick Beverley | PG       | Vereinigte Staaten                         | Los Angeles Lakers (von Charlotte)                   | Arkansas                       |
| 43  | Marcus Thornton  | SG       | Vereinigte Staaten                         | Miami Heat (von Indiana)                             | Louisiana State                |
| 44  | Chase Budinger   | SG       | Vereinigte Staaten                         | Detroit Pistons                                      | Arizona                        |
| 45  | Nick Calathes    | PG       | Vereinigte Staaten Griechenland            | Minnesota Timberwolves (von Philadelphia via Miami)  | Florida                        |
| 46  | Danny Green      | SG/SF    | Vereinigte Staaten                         | Phoenix Suns (von Cleveland via Chicago)             | UNC                            |
| 47  | Henk Norel       | PF       | Niederlande                                | Minnesota Timberwolves (von Miami)                   |                                |
| 48  | Taylor Griffin   | PF       | Vereinigte Staaten                         | Phoenix Suns                                         |                                |
| 49  | Sergiy Gladyr    | SG       | Ukraine                                    | Atlanta Hawks                                        |                                |
| 50  | Goran Suton      | C        | Vereinigte Staaten Bosnien und Herzegowina | Utah Jazz                                            |                                |
| 51  | Jack McClinton   | SG       | Vereinigte Staaten                         | San Antonio Spurs (von New Orleans via Toronto)      |                                |
| 52  | A. J. Price      | PG       | Vereinigte Staaten                         | Indiana Pacers (von Dallas)                          |                                |
| 53  | Nando de Colo    | PG/SG    | Frankreich                                 | San Antonio Spurs (von Houston)                      | Cholet Basket (Frankreich)     |
| 54  | Robert Vaden     | SG       | Vereinigte Staaten                         | Charlotte Bobcats (von San Antonio)                  | UAB                            |
| 55  | Patty Mills      | PG       | Australien                                 | Portland Trail Blazers (von Denver)                  | Saint Mary’s                   |
| 56  | Ahmad Nivins     | PF       | Vereinigte Staaten                         | Dallas Mavericks (von Portland)                      |                                |
| 57  | Emir Preldžić    | SF       | Bosnien und Herzegowina Slowenien          | Phoenix Suns (von Orlando via Oklahoma City)         | Fenerbahçe Ülker (Türkei)      |
| 58  | Lester Hudson    | SG       | Vereinigte Staaten                         | Boston Celtics                                       |                                |
| 59  | Chinemelu Elonu  | PF       | Nigeria Vereinigte Staaten                 | Los Angeles Lakers                                   |                                |
| 60  | Robert Dozier    | SF/PF    | Vereinigte Staaten                         | Miami Heat (von Cleveland)                           |                                |

## Ungedraftete Spieler
- Jeff Adrien (F,  Vereinigte Staaten), University of Connecticut
- Aron Baynes (C,  Australien), Washington State University
- Alonzo Gee (SF,SG,  Vereinigte Staaten), University of Alabama
- Vítor Faverani (PF  Brasilien), CB Axarquía
- Daniel Hackett (PG,SG,  Italien), University of Southern California
- Paul Harris (SF,  Vereinigte Staaten), Syracuse University
- Josh Heytvelt (PF,  Vereinigte Staaten), Gonzaga University
- David Holston (PG,  Vereinigte Staaten), Chicago State University
- Curtis Jerrells (PG,  Vereinigte Staaten), Baylor University
- Wesley Matthews (G,  Vereinigte Staaten), Marquette University
- Jeremy Pargo (PG,  Vereinigte Staaten), Gonzaga University
- Tyrese Rice (PG,  Vereinigte Staaten), Boston College
- Josh Shipp (SG,  Vereinigte Staaten), University of California
- Miloš Teodosić (PG,SG,  Serbien), Olympiakos Piräus
- Garrett Temple (SG,  Vereinigte Staaten), Louisiana State University